# هنری برنارد (معمار)
هنری برنارد (انگلیسی: Henry Bernard; ۲۱ فوریهٔ ۱۹۱۲ – ۱۰ دسامبر ۱۹۹۴) معمار اهل فرانسه بود.
وی همچنین برندهٔ جوایزی همچون جایزه بزرگ رم شده‌است.